# آنتونیو پوسوینو
آنتونیو پوسوینو (به انگلیسی: Antonius Possevinus) (۱۰ ژوئیه ۱۵۳۳ – ۲۶ فوریه ۱۶۱۱) یک قهرمان یسوعی ضد اصلاحات به عنوان یک دیپلمات پاپ و یک جدل گرا، مناقشه پرداز، دایرة المعارف و کتاب‌شناس یسوعی فعالیت می‌کرد. او اولین یسوعی بود که از موسکووی، سوئد، دانمارک، لیوونی، مجارستان، پومرانی و زاکسن در مأموریت‌های پاپی با مستندات فراوان بین سال‌های ۱۵۷۸ و ۱۵۸۶ بازدید کرد و در آنجا از سیاست‌های مبتکرانه پاپ گریگوری سیزدهم دفاع کرد.